# Deniz Naki
Deniz Naki (nacido el 9 de julio de 1989) es un futbolista alemán de origen kurdo-iraquí, que se encuentra sin equipo después de haber sido sancionado de por vida por la Federación Turca de Fútbol.

## Carrera
Deniz Naki comenzó su carrera futbolística en el Bayer 04 Leverkusen, pero no pudo llegar más allá del equipo reserva.
El 2 de febrero de 2009, fue cedido al Rot Weiss Ahlen, jugando once partidos y marcando cuatro goles. El 8 de febrero de 2009, hizo su debut en la 2. Bundesliga, saliendo en el minuto 79 en un partido contra el FC Augsburg.
El 25 de junio de 2009, Naki deja el Bayer 04 Leverkusen y ficha por el FC St. Pauli firmando un contrato por tres temporadas. Causó controversia el 2 de noviembre, cuando marcó el 2-0 para el FC St. Pauli en un partido contra el FC Hansa Rostock, celebrando el gol haciendo gestos a la afición contraria siendo sancionado 4 partidos. La pasada temporada contribuyó con siete goles en el ascenso del FC St. Pauli.
A mediados de 2013 emigró al club turco Gençlerbirliği. El 5 de noviembre de 2014 decidió este club después de sufrir un ataque racista en Ankara aparentemente motivado por su apoyo en las redes sociales al pueblo kurdo que lucha por defender la frontera siria del ataque de militantes del Estado Islámico.
En febrero de 2016 fue suspendido por 12 partidos y recibió una importante multa después de expresar su apoyo a los combatientes del PKK en el conflicto Kurdo-Turco.  Tras ser condenado a 18 meses de libertad condicional por "hacer propaganda terrorista en sus redes sociales" según el estado turco, el 7 de enero de 2018 Naki fue atacado a balazos en Alemania cuando se encontraba camino a Düren a visitar a sus padres.
A principios de 2018 fue sancionado de por vida por la federación turca de fútbol (TFF) por emitir un vídeo apoyando una protesta contra las acciones del gobierno turco en el norte de África..En marzo de ese mismo año comienza una huelga de hambre por la intervención de Turquía en Siria.

## Selección nacional
Jugó con la selección alemana sub-19, en el Europeo Sub-19 de 2008, jugado en la República Checa, quedando campeones.

## Clubes
| Club                     | País     | Año       | Partidos(Goles) |
| ------------------------ | -------- | --------- | --------------- |
| Bayer 04 Leverkusen II   | Alemania | 2007-2009 | 36(7)           |
| Rot Weiss Ahlen (cedido) | Alemania | 2009      | 11(4)           |
| FC St. Pauli             | Alemania | 2009-2012 | 71(12)          |
| SC Paderborn 07          | Alemania | 2012-2013 | 23(2)           |
| Gençlerbirliği           | Turquía  | 2013-2014 | 21(0)           |
| Amed SK                  | Turquía  | 2015-2018 | 58(28)          |